# Lygarina
Lygarina es un género de arañas araneomorfas de la familia Linyphiidae. Se encuentra en Sudamérica.

## Lista de especies
Según The World Spider Catalog 12.0:
- Lygarina aurantiaca (Simon, 1905)
- Lygarina caracasana Simon, 1894
- Lygarina finitima Millidge, 1991
- Lygarina nitida Simon, 1894
- Lygarina silvicola Millidge, 1991